# Côte de la Croix-Martin
De Côte de la Croix-Martin is een helling uit de Belgische Provincie Henegouwen. Tijdens de beklimming heeft men aan de rechterzijde uitzicht op de scheepslift van Strépy-Thieu.

## Wielrennen
De helling is opgenomen in de Cotacol Encyclopedie met de 1.000 zwaarste beklimmingen van België. Ze maakt jaarlijks deel uit van de wielertoeristentocht Les Cotacols du Centre.